# Sara Thunebro
Sara Kristina Thunebro (Strängnäs, 26 de abril de 1979) es una exfutbolista sueca que jugaba como defensa lateral.

## Trayectoria
Thunebro debutó en la Damallsvenskan en 1997 con el Gideonsberg, y en 1999 fichó por el Djurgarden, con el que jugó su primera final de la Liga de Campeones (también la jugaría con el Frankfurt). En 2004 debutó con la selección sueca, con la que a fecha de 2013 ha jugado 114 partidos y ha marcado 5 goles.
Tras una década en el Djurgarden, en 2009 fichó por el Frankfurt alemán, tricampeón de Europa. En 2013 regresó a Suecia, en el Tyresö, que desapareció ese mismo año. Para la siguiente temporada fichó por el recién ascendido Eskilstuna United por razones familiares.
Con la selección sueca ha jugado los Mundiales 2007 y 2011, los Juegos Olímpicos 2008 y 2012 y las Eurocopas 2009 y 2013.